# Marie Windsor
Marie Windsor (11 decembrie 1919 - 10 decembrie 2000) a fost o actriță americană. Născută ca Emily Marie Bertelson în Marysvale, Comitatul Piute, Utah, Windsor a fost o actriță cunoscută ca "The Queen of the Bs" (Regina B-urilor) deoarece a apărut în foarte multe filme B și noir.

## Biografie
Windsor, fostă Miss Utah, a învățat actoria de la Maria Ouspenskaya. După ce a lucrat mai mulți ani ca operator de telefonie, ca actriță de radio și teatru și puțin de film, Windsor a început să joace roluri principale din 1947.

## Filmografie

### Filme[5]
- All American Co-Ed (1941)
- Playmates (1941)
- Eyes in the Night (1942)
- The Big Street (1942)
- Smart Alecks (1942)
- The Lady or the Tiger? (1942)
- Call Out the Marines (1942)
- Four Jacks and a Jill (1942)
- Three Hearts for Julia (1943)
- Chatterbox (1943)
- Follow the Leader (1944)
- I Love My Wife, But! (1947)
- The Unfinished Dance (1947)
- Song of the Thin Man (1947)
- The Hucksters (1947)
- The Romance of Rosy Ridge (1947)
- Living in a Big Way (1947)
- Force of Evil (1948)
- The Three Musketeers (1948)
- The Pirate (1948)
- On an Island with You (1948)
- The Fighting Kentuckian (1949)
- Hellfire (1949)
- The Beautiful Blonde from Bashful Bend   
(1949)
- Outpost in Morocco (1949)
- Double Deal (1950)
- Frenchie (1950)
- The Showdown (1950)
- Dakota Lil (1950)
- Two Dollar Bettor (1951)
- Hurricane Island (1951)
- Little Big Horn (1951)
- The Jungle (1952)
- The Sniper (1952)
- The Narrow Margin (1952)
- Outlaw Women (1952)
- Japanese War Bride (1952)
- The Eddie Cantor Story (1953)
- Cat-Women of the Moon (1953)
- City That Never Sleeps (1953)
- So This Is Love (1953)
- Trouble Along the Way (1953)
- The Tall Texan (1953)
- The Bounty Hunter (1954)
- Hell's Half Acre (1954)
- Abbott and Costello Meet the Mummy   
(1955)
- The Silver Star (1955)
- Swamp Women (1955)
- No Man's Woman (1955)
- Two-Gun Lady (1956)
- The Killing (1956)
- The Story of Mankind (1957)
- The Parson and the Outlaw (1957)
- The Girl in Black Stockings (1957)
- The Unholy Wife (1957)
- Island Woman (1958)
- Day of the Bad Man (1958)
- Paradise Alley (1962)
- Critic's Choice (1963)
- The Day Mars Invaded Earth (1963)
- Bedtime Story (1964)
- Mail Order Bride (1964)
- Chamber of Horrors (1966)
- 1969 Băieți buni, băieți răi (The Good Guys and the Bad Guys), regia Burt Kennedy
- Support Your Local Gunfighter (1971)
- One More Train to Rob (1971)
- The Outfit (1973)
- Cahill U.S. Marshal (1973)
- Hearts of the West (1975)
- Freaky Friday (1976)
- Lovely But Deadly (1981)
- Commando Squad (1987)